# María Zambrano

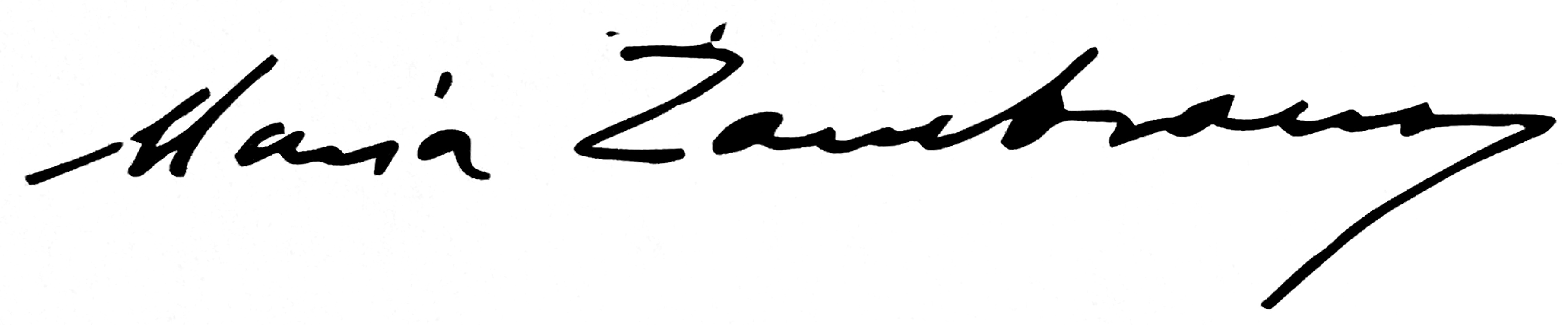
Firma di Maria Zambrano

María Zambrano (Vélez-Málaga, 22 aprile 1904 – Madrid, 6 febbraio 1991) è stata una filosofa e saggista spagnola.

## Biografia
Maria Zambrano nasce a Vélez Málaga da Blas José Zambrano e Araceli Alarcón Delgado, entrambi insegnanti. Nel 1909 la famiglia si trasferisce a Segovia, dove María trascorrerà tutta l'adolescenza.
Fondamentale per la formazione di Zambrano è la grande amicizia che il padre coltiva in quegli anni con Antonio Machado. Nel 1911 nasce la sorella Araceli. Nel 1924 la famiglia si trasferisce a Madrid.
Nel 1927 frequenta le lezioni di José Ortega y Gasset e di Xavier Zubiri all'Universidad Central di Madrid, dove si laurea in filosofia e svolge il ruolo di mediatrice tra Ortega e un gruppo di giovani scrittori, come Sánchez Barbudo o José Antonio Maravall. Nel 1929 si ammala di tubercolosi, una malattia che la segnerà profondamente.La malattia la costringe a lungo alla immobilità di cui parlerà nei propri scritti.
Nel 1931 diventa assistente della Cattedra di metafisica della stessa Universidad Central e vi resta fino al 1936. In quel periodo lavora anche a quella che sarà la sua tesi di dottorato, che intitolerà La salvación del individuo en Spinoza (La salvezza dell'individuo in Spinoza).
Negli anni della Seconda Repubblica stringe amicizia con Luis Cernuda, Rafael Dieste, Ramón Gaya, Miguel Hernández, José Bergamín, Camilo José Cela e Arturo Serrano Plaja grazie alle attività svolte in collaborazione alle "Misiones Pedagógicas" e ad altre iniziative culturali.
Il 14 settembre del 1936, María sposa lo storico e diplomatico Alfonso Rodríguez Aldave, e poco tempo dopo si trasferisce in Cile, dove il marito è stato nominato segretario dell'Ambasciata della  Repubblica spagnola. Durante un soggiorno all'Avana, fa la conoscenza di José Lezama Lima e tiene una conferenza su Ortega y Gasset. Nel 1937, María Zambrano e il marito fanno ritorno in Spagna, ma vengono intercettati dai franchisti nella città di Bilbao.
Durante la guerra, María Zambrano risiede prima a Valencia e poi a Barcellona. Suo marito si arruola nell'esercito e collabora in difesa della Repubblica in veste di Consigliere per la Propaganda e di Consigliere Nazionale per l'Infanzia Evacuata. Intanto nel 1938 muore il padre. Il 28 gennaio del 1939, María attraversa la frontiera alla volta della Francia, dove si reca in esilio insieme alla madre, alla sorella Araceli e al marito di quest'ultima. Dopo una breve permanenza a Parigi e poi a New York, si reca all'Avana, dove incontra nuovamente Lezama Lima e collabora attivamente alla rivistaOrígenes, da lui diretta. Viene inoltre assunta come insegnante all'Università e all'Istituto degli Alti Studi e della Ricerca Scientifici. Dall'Avana, si trasferisce poi a Città del Messico, dove le viene affidato un incarico all'Università di San Nicolás de Hidalgo di Morelia (nel Michoacán).
Durante il 1943 e il 1944 tiene dei corsi nel Dipartimento degli Studi Ispanici dell'Università di San Juan, in Porto Rico e all'Associazione delle Donne Laureate. Inoltre tiene alcune conferenze all'Assemblea dei Docenti Universitari Esiliati all'Avana.
Nel settembre del 1946, in seguito alla morte della madre, torna a Parigi, dove vive i duri anni del dopoguerra. Ha però la possibilità di incontrare intellettuali quali Jean-Paul Sartre, Simone de Beauvoir e Albert Camus. Il 1º gennaio del 1949, fa ritorno all'Avana, dove resterà fino al 1953 per tenere conferenze, corsi e dare lezioni private.
Dopodiché torna in Europa e si stabilisce a Roma fino al 1964, dove frequenta intellettuali italiani come Elena Croce, Elémire Zolla e Vittoria Guerrini (alias Cristina Campo), nonché spagnoli come Ramón Gaya, Diego de Mesa, Enrique de Rivas, Rafael Alberti e Jorge Guillén. Qui dirige la sezione spagnola della rivista Botteghe Oscure. Nel 1964 va a vivere in una vecchia casa a La Pièce, tra le montagne dei dipartimenti francesi dell'Ain e del Giura, non lontano da Ginevra, dove si isola per dedicarsi ai suoi studi. 
Grazie all'articolo di J.L. Aranguren Los sueños de María Zambrano ("I sogni di María Zambrano"), pubblicato nella Revista de Occidente nel febbraio 1966, in Spagna ha inizio un lento riconoscimento della sua opera.  Nel 1971 viene pubblicato il primo volume delle sue Obras reunidas. Nel 1972 muore l'amata sorella. Trascorre l'intero anno del 1973  a Roma, mentre dal 1974 al 1978 torna a vivere a La Piéce dove scrive Claros del bosque e intrattiene una fitta corrispondenza con Agustín Andreu. Le condizioni del suo stato di salute si aggravano sempre di più, costringendola nel 1978 a trasferirsi a Ferney-Voltaire, dove resta per due anni. Nel 1980 tornerà a Ginevra. In quello stesso anno, su proposta della comunità asturiana di Ginevra, viene nominata "Figlia Adottiva" del Principato delle Asturie. Tale atto costituisce il suo primo riconoscimento ufficiale.
Nel 1981 le viene assegnato il "Premio Príncipe de Asturias de Comunicación y Humanidades", mentre il comune della sua città natale la nomina "Figlia Prediletta". L'anno seguente, il 19 dicembre, il Rettorato dell'Università di Malaga le conferisce la laurea honoris causa. Il 20 novembre del 1984 María Zambrano torna dopo 45 anni d'esilio sul suolo spagnolo e si stabilisce a Madrid, che non lascerà che in rare occasioni.
In quest'ultimo periodo l'attività intellettuale sarà molto proficua, tanto da consentirle la nomina a "Figlia Prediletta" dell'Andalusia il 28 febbraio del 1985. Successivamente, nel 1987, viene creata a Vélez-Málaga la Fondazione che porta il suo nome, con sede nel palazzo del marchese di Beniel. Nel 1988 le viene conferito il Premio Cervantes. Infine, il 6 febbraio del 1991, María muore a Madrid. Verrà poi sepolta a Vélez-Málaga.
Anche dopo la sua scomparsa, Maria Zambrano continua a ricevere riconoscimenti sociali, come il titolo di "Figlia Prediletta" della Provincia di Malaga, che le viene attribuito il 25 aprile del 2002. Il 27 novembre del 2006 il Ministero dell'Industria dà il suo nome alla stazione ferroviaria centrale di Malaga.

## Formazione
La sua formazione è influenzata sia dal tradizionalismo unamuniano sia dall'europeismo orteghiano. I suoi testi sono accomunati da una continua ricerca di equilibrio tra un razionalismo "europeo" e una rivitalizzazione della tradizione "spagnola", in modo tale da carpire il lato più poetico dell'uomo. 

## Pensiero
Secondo il filosofo cattolico Giovanni Reale, la tesi di fondo di María Zambrano è che la cultura europea sia nata con le Confessioni di Sant'Agostino. Per María Zambrano, infatti, la filosofia inizia con il divino, e con la spiegazione della quotidianità in rapporto a Dio. Per la filosofa ci sono due atteggiamenti possibili verso il mondo: l'atteggiamento filosofico, che nasce grazie alla curiosità di fronte al quotidiano, e l'atteggiamento poetico, che produce invece le risposte ai nostri dubbi.
La psychè contiene una parte spirituale che è irriducibile alla sfera biologica e alla materia. La filosofia moderna ha compiuto l'errore di affermare il primato del cogito ergo sum e della coscienza sull'Io inconscio e vivente. La risposta non risolutiva non è la dissoluzione della filosofia nell'ermeneutica né la decostruzione della storia della filosofia, ma l'analogia tra filosofia, poesia e religione.

## Filosofia e poesia
La filosofia (specialmente la metafisica) e la sua relazione con la letteratura e la poesia occupano un posto importante negli scritti della Zambrano. Nel libro Filosofía y poesía, pubblicato nel 1939, la filosofa analizza la poesia e la filosofia facendole convergere nella "ragione poetica". La sua visione della filosofia prende spunto da Aristotele, in quanto afferma che essa nasce dalla meraviglia nei confronti del mondo che ci circonda. Per Maria Zambrano, la poesia e la filosofia si oppongono nella loro percezione del mondo: mentre il filosofo cerca attivamente l'unità e non può liberarsi dalle contraddizioni presenti nel mondo, il poeta ne accetta passivamente la molteplicità. Questa visione solleva la questione politica a cui Maria Zambrano risponde affermando "i poeti non hanno mai governato una Repubblica", riferendosi non solo alla Repubblica di Platone, ma direttamente al regime politico della società spagnola al quale si oppone.

## Opere tradotte in italiano
- Horizontes del liberalismo, 1930 (Orizzonte del liberalismo, a cura di Donatella Cessi Montalto,  Selene, Milano, I ed. 2002)
- Los intelectuales en el drama de España, 1937, 1977, 1986 (Gli intellettuali nel dramma della Spagna, a cura di A. Bresadola, Saletta dell'Uva, Caserta 2012)
- Pensamiento y poesia en la vida espanola, 1939 (Pensiero e poesia nella vita spagnola, a cura di Carlo Ferrucci, Bulzoni, Roma 2005; contiene tre conferenze sulla cultura spagnola tenute dall'autrice nel 1939 in Messico)
- Filosofía y poesía, 1939 (Filosofia e poesia, trad. di Lucio Sessa, a cura di Pina De Luca,  Pendragon, Bologna, I ed. 1998)
- Unamuno, 1940-1942, ma pubblicato postumo nel 2003 (Unamuno, trad. di Claudia Marseguerra, Bruno Mondadori, Milano 2006)
- El freudismo, testimonio del hombre actual, 1940 (Il freudismo, testimonianza dell'uomo contemporaneo, a cura di Roberta Alviti, postfazione di Gerardo Picardo,  Saletta dell'uva, Caserta 2007; contiene un saggio pubblicato nel settembre del ’40 sulla rivista cubana “La Verónica”)
- Isla de Puerto Rico: nostalgia y esperanza de un mundo mejor, 1940 (Isola di Porto Rico. Nostalgia e speranza di un mondo migliore,  a cura di Isabella Tomassetti, Saletta dell'uva, Caserta, 2009)
- La confesión. Género literario y método, 1943 (La confessione come genere letterario,  trad. di Eliana Nobili, introduzione di Carlo Ferrucci, Bruno Mondadori, Milano 1997; contiene anche il saggio San Giovanni della Croce)
- El pensamiento vivo de Séneca, 1944 (Seneca, a cura di Claudia Marseguerra, trad. di Angelo Tonelli,  Bruno Mondadori, Milano 1998; contiene anche una antologia di testi di Seneca scelti dall'autrice)
- La agonía de Europa, 1945 (L'agonia dell'Europa, trad. Claudia Razza, presentazione di Miguel Garcia-Baro, Marsilio, Venezia, I ed. 1999)
- Hacia un saber sobre el alma, 1950  (Verso un sapere dell'anima, a cura e con introduzione di Rosella Prezzo, tr. Eliana Nobili,  Raffaello Cortina, Milano 1996; contiene scritti apparsi tra il 1933 e il 1944)
- Delirio y destino, 1953 (ma pubblicato nel 1989) (Delirio e destino, trad. di Rosella Prezzo e di Samantha Marcelli, Raffaello Cortina, Milano 2000)
- El hombre y lo divino, 1955, ed. definitiva 1973 (L'uomo e il divino, trad. di Giovanni Ferraro, introduzione di Vincenzo Vitiello, Edizioni Lavoro, Roma, I ed. 2001)
- Persona y democracia. La historia sacrificial, 1958, nuova ed. 1987 (Persona e democrazia. La storia sacrificale,  trad. di Claudia Marseguerra, Bruno Mondadori, Milano 2000)
- La España de Galdós, 1959 (La Spagna di Galdós: la vita umana salvata dalla Storia, cura e introduzione di Annarosa Buttarelli, traduzione e postfazione di Laura Mariateresa Durante,  Marietti 1820, Milano, 2006; contiene gli studi che María Zambrano ha dedicato alle figure femminili dei romanzi di Benito Pérez Galdós)
- Los sueños y el tiempo, 1959  (I sogni e il tempo, trad. di Elena Croce,  De Luca, Roma 1960;  trad. di Lucio Sessa e Mara Sartore, Pendragon, Bologna 2004)
- Spagna: pensiero, poesia e una città, trad. di Francesco Tentori Montalto, Vallecchi, Firenze, 1964; Città aperta, Troina, 2004 (la versione spagnola di questa antologia è apparsa soltanto nel 2008 con il titolo España: pensamiento, poesia y una ciudad)
- España, sueño y verdad, 1965 (Spagna, sogno e verità, a cura di Giovanna Fiordaliso,  Saletta dell'uva, Caserta 2007)
- El sueño creador, 1965, ed. definitiva 1986 (Il sogno creatore, trad. di Vittoria Martinetto, a cura di Claudia Marseguerra, Bruno Mondadori, Milano 2002; a cura di Carlo Ferrucci, Lithos, Roma 2003)
- La tumba de Antigona, 1967, 1986 (La tomba di Antigone, trad. e introduzione di Carlo Ferrucci, con un saggio di Rosella Prezzo, La tartaruga, Milano 1995; SE, Milano, 2014; contiene anche Diotima di Mantinea)
- Claros del bosque, 1977 (Chiari del bosco,  trad. di Carlo Ferrucci, Feltrinelli, Milano 1991;  Bruno Mondadori, Milano 2004)
- Los bienaventurados, 1979 (I beati, trad. di Carlo Ferrucci,  Feltrinelli, Milano 1992; SE, Milano, 2010)
- De la aurora, 1986 (Dell'aurora, a cura di Elena Laurenzi,  Marietti, Genova, 2000)
- Algunos lugares de la pintura, 1971, ed. definitiva 1989 (Luoghi della pittura,  a cura di Rosella Prezzo, Medusa, Milano 2002; contiene testi scritti tra il 1933 e il 1989; ora in Dire Luce. Scritti sulla pittura, a cura di Carmen del Valle, Bur-Rizzoli, Milano, 2013)
- Notas de un método, 1989  (Note di un metodo, a cura di Stefania Tarantino, Filema, Napoli, I ed. 2003)
- Las palabras del regreso, 1995 (Le parole del ritorno, a cura di Elena Laurenzi,  Città aperta, Troina 2003; raccoglie gli articoli scritti da María Zambrano dopo il suo ritorno in Spagna tra il 1985 e il 1990)
- Nacer por sí misma, 1995 (All'ombra del dio sconosciuto: Antigone, Eloisa, Diotima, a cura di Elena Laurenzi, Pratiche, Parma 1997; contiene alcune lezioni - aventi per tema la donna e il suo ruolo nella storia - che María Zambrano tenne negli anni quaranta)
- L'innata speranza: scritti dall'esilio, a cura di Filippo Giuseppe di Bennardo, Palomar, Bari 2006
- Per abitare l'esilio: scritti italiani, a cura di Francisco José Martin, Le lettere, Firenze 2006 (raccoglie gli articoli pubblicati dall'autrice durante il suo esilio a Roma negli 1953-1964, e gli articoli inviati dal suo soggiorno svizzero agli amici italiani)
- Donne, a cura di Ilaria Ribaga, prefazione di Silvano Zucal, Morcelliana, Brescia 2006 (raccoglie quindici articoli pubblicati dall'autrice nel 1928 sul quotidiano "El liberal" di Madrid)
- Dante specchio umano, con testo spagnolo a fronte, trad. e introduzione di Elena Laurenzi, Città aperta, Troina 2007 (contiene anche L'inferno)
- Filosofía y educacíon. Manuscritos, 2007 (Per l'amore e per la libertà: scritti sulla filosofia e sull'educazione, trad. a cura di Annarosa Buttarelli, Marietti 1820, Genova, 2008; raccoglie una serie di articoli che hanno come filo conduttore il tema dell’educazione)
- Algunos lugares de la poesía, postumo 2007 (Luoghi della poesia, introduzione, traduzione e apparati di Armando Savignano,  Bompiani, Milano, 2011; contiene testi sulla parola poetica in rapporto alla filosofia e saggi sui poeti più amati dall'autrice)
- Dettami e sentenze, a cura di A. Mari, tr. F. Tedeschi, Saletta dell'uva, Caserta 2009 (raccolta di apoftegmi tratti dagli scritti di María Zambrano)
- Frammenti sull'amore, a cura di S. Maruzzella, Mimesis, Milano-Udine, 2011
- Sentimenti per un'autobiografia. Nascita, amore, pietà, a cura di Samantha Maruzzella, Mimesis, Milano-Udine, 2012 (contiene alcuni saggi che hanno come filo conduttore il tempo e il racconto nell’intreccio autobiografico di filosofia e poesia)
- Dire Luce. Scritti sulla pittura, a cura di Carmen del Valle, Bur-Rizzoli, Milano, 2013 (oltre ai saggi contenuti in Luoghi della pittura, contiene undici scritti inediti sulla pittura)
- Il pagliaccio e la filosofia, a cura di Elena Laurenzi, Castelvecchi, Roma, 2015 (contiene Il pagliaccio e la filosofia e Charlot o dell'istrionismo, due saggi dedicati all’arte del clown pubblicati nel 1953)
- L'esilio come patria, a cura di Armando Savignano, Morcelliana, Brescia, 2016

Lettere
- Dalla mia notte oscura: lettere tra Maria Zambrano e Reyna Rivas (1960-89), a cura di Annarosa Buttarelli, trad. di Manuela Moretti, Moretti & Vitali, Bergamo 2007
- Cristina Campo, Se tu fossi qui. Lettere a María Zambrano 1961-75, a cura di Maria Pertile, Archinto, Milano 2009
- José Bergamín, Mia cara amica Maria. Lettere edite e inedite a María Zambrano, a cura di Annarosa Buttarelli, introduzione di Nigel Dennis, trad. di Manuela Moretti, Moretti & Vitali, Bergamo 2009
- Maria Zambrano, Edison Simons, La nostra patria segreta : lettere e testi, a cura e con introduzione di Annarosa Buttarelli, trad. di Manuela Moretti, Moretti & Vitali, Bergamo 2012
- Lettere da La Piece : Corrispondenza con Augustin Andreu, edizione italiana a cura di Annarosa Buttarelli ; traduzione di Manuela Moretti, Moretti & Vitali, Bergamo, 2014
- Elena Croce, Maria Zambrano, A presto, dunque, e a sempre. Lettere 1955-1990, a cura di Elena Laurenzi, Archinto, Milano, 2015
- María Zambrano José Lezama Lima, Corrispondenza, cura e traduzione di Alessandra Riccio, Edizioni degli animali, Milano 2023
- María Zambrano, L’amore a Segovia. Lettere a Gregorio del Campo, a cura di Manuela Moretti, prefazione di Silvano Zucal, Morcelliana, Brescia 2023.